# امپرسدورف
امپرسدورف (به آلمانی: Empersdorf) یک منطقهٔ مسکونی در اتریش است که در لیبنیتس واقع شده‌است. امپرسدورف ۱۴٫۱۷ کیلومتر مربع مساحت دارد ۳۶۰ متر بالاتر از سطح دریا واقع شده‌است.